# Heinz Edelmann
Heinz Edelmann (Ústí nad Labem, Checoslovaquia, 20 de junio de 1934 - Stuttgart, Alemania, 21 de julio de 2009) fue un ilustrador y diseñador alemán.
Reconocido principalmente por ser el director artístico y diseñador de personajes del film de 1968, Yellow Submarine , dónde aparecían los miembros del grupo musical The Beatles en una visión psicodélica y animada. También diseñó a Curro, la mascota de la Exposición Universal de Sevilla 1992.